# Athymoris martialis
Athymoris martialis är en fjärilsart som beskrevs av Edward Meyrick 1935. Athymoris martialis ingår i släktet Athymoris och familjen Lecithoceridae. Inga underarter finns listade i Catalogue of Life.